# Proceno
Proceno is een gemeente in de Italiaanse provincie Viterbo (regio Latium) en telt 630 inwoners (31-12-2004). De oppervlakte bedraagt 41,9 km², de bevolkingsdichtheid is 15,09 inwoners per km².
De volgende frazioni maken deel uit van de gemeente: Centeno, Le Piane.

## Demografie
Proceno telt ongeveer 304 huishoudens. Het aantal inwoners daalde in de periode 1991-2001 met 2,9% volgens cijfers uit de tienjaarlijkse volkstellingen van ISTAT.
| Jaar | Inwoneraantal |
| ---- | ------------- |
| 1991 | 651           |
| 2001 | 632           |

## Geografie
De gemeente ligt op ongeveer 418 m boven zeeniveau.
Proceno grenst aan de volgende gemeenten: Acquapendente, Castell'Azzara (GR), Piancastagnaio (SI), San Casciano dei Bagni (SI), Sorano (GR).
Acquapendente · Arlena di Castro · Bagnoregio · Barbarano Romano · Bassano Romano · Bassano in Teverina · Blera · Bolsena · Bomarzo · Calcata · Canepina · Canino · Capodimonte · Capranica · Caprarola · Carbognano · Castel Sant'Elia · Castiglione in Teverina · Celleno · Cellere · Civita Castellana · Civitella d'Agliano · Corchiano · Fabrica di Roma · Faleria · Farnese · Gallese · Gradoli · Graffignano · Grotte di Castro · Ischia di Castro · Latera · Lubriano · Marta · Montalto di Castro · Monte Romano · Montefiascone · Monterosi · Nepi · Onano · Oriolo Romano · Orte · Piansano · Proceno · Ronciglione · San Lorenzo Nuovo · Soriano nel Cimino · Sutri · Tarquinia · Tessennano · Tuscania · Valentano · Vallerano · Vasanello · Vejano · Vetralla · Vignanello · Villa San Giovanni in Tuscia · Viterbo · Vitorchiano
1. ↑  https://demo.istat.it/?l=it.